# Андреев, Александр Петрович (генерал-лейтенант)
Алекса́ндр Петро́вич Андре́ев (28 июля (9 августа) 1820 — 30 мая (11 июня) 1882) — русский гидрограф, генерал-лейтенант в отставке; участник Крымской войны.

## Биография
Родился 28 июля (9 августа) 1820 года в Великом княжестве Финляндском в городе Роченсалми (ныне Котка); представитель русского дворянского рода Андреевых.
В 1841 году был выпущен из 1-го штурманского полуэкипажа кондуктором Корпуса флотских штурманов
В 1842—1952 годах в составе экспедиции производил изучение шхер в Балтийском море у побережья княжества Финляндского.
Был участником Крымской войны 1853—1856 годов.
В 1858 году Морское министерство Российской империи распорядилось произвести систематическую опись Ладожского озера, для чего Гидрографический департамент снарядил гидрографическую экспедицию под руководством штабс-капитана А. П. Андреева, работавшую до 1866 года.
С 1865 года — капитан. В 1870 году был произведён в подполковники.
С 1871 года занимал должность начальника Отдельной съёмки Кавказского берега. В 1873—1979 годах был начальником Отдельной съёмки Онежского озера; полковник с 1875 года.
В 1875 году А. П. Андрееву за его капитальный труд «Ладожское озеро» (издан в 2-х частях в 1875 году), который стал результатом десятилетних гидрографических работ на Ладоге, была вручена золотая медаль им. Ф. П. Литке Русского географического общества и золотая медаль Международной географической выставки в Париже.
С 1880 года — генерал-майор Корпуса военных топографов Русской императорской армии.
С 1 января 1881 года — в отставке с чином генерал-лейтенанта.
За свои заслуги Андреев за годы службы был награждён пятью российскими орденами и одним иностранным.
Умер 30 мая (11 июня) 1882 года в Санкт-Петербурге. Похоронен на Волковском православном кладбище.

## Сочинения
Автор ряда капитальных трудов. Главные исследования касаются Ладожского озера, прибрежья Финского залива и pек Невы и Ижоры, результаты которых были опубликованы в «Морском Сборнике» (1861—64) и отдельными монографиями и брошюрами, из которых важнейшая, «Ладожское озеро», издана в Санкт-Петербурге в 1875 году.
- Ладожское озеро. Ч.1-2. — СПб.: Тип. Мор. М-ва в Глав. Адмиралтействе, 1875. — II, 263, 135 с.

## Память
В честь А. П. Андреева названы:
- банка Андреева (Балтийское море, Рижский залив, у западного побережья острова Хийумаа, банка открыта и исследована в 1852 г. подпоручиком Корпуса флотских штурманов А. П. Андреевым, тогда же названа по фамилии первооткрывателя)[3];
- банка Андреева (Балтийское море, Рижский залив, северо-восточнее пролива Муху-Вяйн, открыта в 1850 году, тогда же присвоено название)[3];
- банка Андреева (Балтийское море, Балтийское море, Ботнический залив, на севере мели Стуркаллегрунд)[3].